# Marea Sargaselor
Marea Sargaselor este numele dat unei zone din Oceanul Atlantic de nord, situată la est de insulele Bahamas sau la nord-est de insulele Antile, în curbura formată de cele două Americi. Este o regiune cu o formă alungită, înconjurată de curenți oceanici: la vest Golf Stream; la nord Curentul Alantic de Nord; la est Curentul Canarelor iar la sud Curentul Atlantic Ecuatorial de Nord. Are aproximativ 1.100 km lățime și 3.200 km lungime și este situată aproximativ între 70 și 40 grade longitudine vest și între 25 și 35 grade latitudine nord. Este numită după algele de culoare maro sargase  care au particularitatea de a pluti și care se acumulează la suprafață în această zonă. 
Zona a fost descoperită de Cristofor Columb în timpul primului voiaj în America, el fiind primul care a observat acumularea abundentă de vegetație la suprafața apei, lucru pe care acesta l-a asociat cu prezența în apropiere a unui continent. Din cauza lipsei vântului în această zonă, Columb a fost blocat pentru câteva săptămâni în acest mediu, algele contribuind suplimentar la frânarea corăbiilor expediției.